# 2022年歐霸盃決賽
2022年歐霸盃決賽是2021–22年歐霸盃的最後一場賽事，在2022年5月18日於西班牙西維爾的比斯桑球場舉行。
決賽原先定於匈牙利布達佩斯的普斯卡斯競技場舉行。但是由於受2020年決賽延期並且更改比賽地點，原本已編定的決賽主辦地會順延一年。
賽事冠軍可獲得2022年歐洲超級盃參賽權，與2021–22年歐洲冠軍聯賽冠軍角逐錦標賽。

## 比賽球場
這是比斯桑球場首次主辦歐霸盃決賽賽事。它曾經舉辦過1986年歐洲冠軍盃決賽。

## 賽前

### 標誌
2022年歐霸盃決賽標誌在2021年8月27日於伊斯坦堡分組賽抽籤儀式時公佈。

### 大使
決賽大使為前西維爾門將。

## 晉級之路
備註： 下列賽果中，決賽球隊一方比數列於前面（H：主場；A：作客）。
| 排名 | 隊伍         | 賽 | 分 |
| ---- | ------------ | -- | -- |
| 1    | 法蘭克福     | 6  | 12 |
| 2    | 奧林比亞高斯 | 6  | 9  |
| 3    | 費倫巴治     | 6  | 6  |
| 4    | 安特衛普     | 6  | 5  |

| 排名 | 隊伍         | 賽 | 分 |
| ---- | ------------ | -- | -- |
| 1    | 里昂         | 6  | 16 |
| 2    | 格拉斯哥流浪 | 6  | 8  |
| 3    | 布拉格斯巴達 | 6  | 7  |
| 4    | 邦比         | 6  | 2  |

## 賽事

### 詳細
行政上「主場」一方經由抽籤決定，該抽籤會在半準決賽和準決賽抽籤後進行。
| 2022年5月18日 21:00 CEST |

| 法蘭克福   | 1–1 （加時賽） | 格拉斯哥流浪 |
| ---------- | -------------- | ------------ |
| - 69'      | 報告           | - 57'        |
|            |                |              |
| - 鎌田大地 | 5–4            | - 戴維斯 -   |

| 西維爾，比斯桑球場 觀眾人數：38,842 ：斯拉夫科·文契奇（斯洛文尼亞） |

## 外部連結
- 官方网站